# Frederic Wilhelm I al Prusiei
Friedrich Wilhelm I, supranumit Regele soldat (n. 14 august 1688, Berlin, Brandenburg-Prusia – d. 31 mai 1740, Potsdam, Regatul Prusiei, Imperiul German) aparținând Dinastiei Hohenzollern, a fost rege al Prusiei din 1700 și principe de Brandenburg sub numele Frederic Wilhelm al II-lea.

## Biografie
Frederic Wilhelm a fost fiul regelui Frederic I al Prusiei și al soției sale, Sophia Charlotte, fiica principelui elector Ernest Augustus de Hanovra.
Noul rege Fredric Wilhelm s-a concentrat pe consolidarea militară și financiară a Prusiei. Astfel în timpul domniei sale Prusia devine o putere militară, fiind cunoscut că în garda regimentului său au fost acceptați soldați numai de la o anumită înălțime (1,88 m), în acest scop pentru corpul de grenadieri recrutează soldați din toată Europa. Încă și azi poartă juriștii din Prusia robele introduse de Friedrich Wilhelm.
A dus o politică economică cumpătată, fără a irosi banii pentru un lux extravagant la curtea regală prusacă, forțându-i pe nobili să clădească case în Berlin.
În timpul său a funcționat colegiul militar Tabakskollegium condus de Prințul Leopold de Anhalt-Dessau care s-a ocupat și de educația militară a fiului regelui.
La moartea lui Frederic Wilhelm, urmașul său, Frederic cel Mare, a succedat la tron. Prusia avea o situație financiară stabilă și o armată bine organizată.